# Велика Грязнуха
Велика Грязну́ха (рос. Большая Грязнуха) — село у складі Каменського міського округу Свердловської області.
Населення — 531 особа (2010, 514 у 2002).
Національний склад станом на 2002 рік: росіяни — 92 %.